# توماس أوليف
توماس أوليف (بالإنجليزية: Thomas Olive) هو سياسي أمريكي، ولد في 1635 في المملكة المتحدة، وتوفي في 1692 في الولايات المتحدة. انتخب حاكم نيو جيرسي ‏.